# 22 giugno
Il 22 giugno è il 173º giorno del calendario gregoriano (il 174º negli anni bisestili). Mancano 192 giorni alla fine dell'anno.

## Eventi
- 776 a.C. – Data tradizionale dei primi giochi olimpici, svoltisi a Olimpia in Grecia
- 207 a.C. – I Romani, guidati da Marco Livio Salinatore e Gaio Claudio Nerone, distruggono l'esercito di Asdrubale nella battaglia del fiume Metauro
- 168 a.C. – Battaglia di Pidna: i Romani, guidati da Lucio Emilio Paolo, sconfiggono e catturano il re macedone Perseo, ponendo fine alla terza guerra macedone
- 431 – A Efeso, durante il Concilio, viene pronunciato il dogma di fede della Theotókos, la Madre di Dio
- 971 – Viene inaugurata dai Fatimidi la Moschea-Università al-Azhar al Cairo
- 1241 – Santa Chiara salva la città di Assisi, liberandola per il secondo anno consecutivo (e questa volta definitivamente) dall'assedio delle armate imperiali di Vitale d'Aversa e dai saraceni di Lucera. Questo avvenimento viene ricordato e festeggiato solennemente in questo stesso giorno ogni anno ad Assisi con la "Festa del voto" delle clarisse
- 1372 – Guerra dei cent'anni: la flotta castigliana sconfigge quella inglese nella battaglia di La Rochelle
- 1621 – Genova: Giorgio Centurione diventa il novantacinquesimo doge della Repubblica di Genova e il cinquantesimo in successione biennale; terminati i due anni, assumerà le cariche di procuratore perpetuo e Preside delle Milizie, tradizionalmente spettanti agli ex dogi
- 1633 – Galileo Galilei è costretto all'abiura
- 1805 - Nasce Giuseppe Mazzini, figura importante del Risorgimento italiano.
- 1815 – Napoleone Bonaparte abdica al trono dopo la sconfitta nella battaglia di Waterloo di quattro giorni prima
- 1825 – Il parlamento britannico abolisce il feudalesimo e il sistema signorile nel Nord America Britannico
- 1826 – Inizia il congresso di Panama, convocato da Simón Bolívar nel tentativo di creare una confederazione tra gli stati dell'America del centro-sud
- 1898 – Guerra ispano-americana: i Marines sbarcano a Cuba
- 1906 – Adozione ufficiale della bandiera della Svezia
- 1907 – Viene fondata l'Università del Tōhoku
- 1908 – Incidente della Bandiera Rossa: l'attivista politico e anarchico Koken Yamaguchi viene liberato dal carcere e festeggiato al cinema Kinkikwan di Chiyoda (Tōkyō) da una folla di compagni festanti con canti comunisti e bandiere rosse, ma la polizia disperde e arresta i partecipanti, inclusi noti giornalisti e intellettuali come Kanson Arahata, Suga Kan'no, Sakae Ōsugi e Hitoshi Yamakawa, alcuni dei quali saranno poi incarcerati; l'episodio è ritenuto alla base del sentimento anti-socialista in Giappone
- 1925 – Inaugurata la prima torre solare italiana all'Osservatorio di Arcetri
- 1926 – Viene allestito il Vittoriale degli Italiani
- 1936 – Moritz Schlick viene assassinato sulle scale dell'Università di Vienna da un fanatico nazista
- 1937 – Camille Chautemps diventa primo ministro di Francia
- 1940 – Seconda guerra mondiale: la Francia firma il secondo armistizio di Compiègne con la Germania nazista
- 1941
  - Seconda guerra mondiale: la Germania nazista invade l'Unione Sovietica senza consegnare alcuna preventiva dichiarazione di guerra; sarà uno dei punti di svolta più drammatici dell'intero conflitto
  - Seconda guerra mondiale: le prime unità armate dei partigiani antifascisti croati vengono fondate nei pressi di Sisak
- 1944
  - Seconda guerra mondiale: l'Unione Sovietica inizia l'Operazione Bagration contro l'Heeresgruppe Mitte tedesco
  - Seconda guerra mondiale: le truppe naziste uccidono 40 civili a Gubbio; verranno poi ricordati come i Quaranta martiri di Gubbio e in loro onore eretto un mausoleo sul luogo della strage[1]
- 1945 – Si conclude la battaglia di Okinawa con la vittoria degli Stati Uniti d'America
- 1946 – Viene emanata dal governo italiano, appena divenuto repubblicano, l'amnistia passata alla storia come Amnistia Togliatti dal nome di Palmiro Togliatti, ministro di grazia e giustizia dell'epoca
- 1946 - Josemaría Escrivá de Balaguer, fondatore dell'Opus Dei, sbarca per la prima volta in terra italiana, nel porto di Genova, la notte fra 22 e 23 giugno
- 1948 – Viene scoperta da un gruppo di scienziati statunitensi la vitamina B12
- 1955 – Esce nelle sale cinematografiche statunitensi il film Lilli e il vagabondo, 15º Classico Disney; è il primo film animato Disney in formato video CinemaScope e audio stereofonico
- 1956 – Un gruppo di scienziati dell'Università di Los Alamos (Nuovo Messico) scopre il neutrino
- 1962 – L'aereo Boeing 707-328 del volo Air France 117 si schianta nei pressi dell'Aeroporto Internazionale di Pointe-à-Pitre a Guadeloupe causando la morte di 112 persone
- 1966 – Viene annunciato al pubblico il progetto di costruzione del nuovo aeroporto internazionale di Tokyo, oggi Aeroporto Internazionale di Narita, nella zona di Sanrizuka a Narita (Chiba); il progetto suscita le ire di residenti e agricoltori locali, non coinvolti nel processo di scelta dell'area, a cui vengono espropriati a forza terreni storicamente usati a scopo agricolo fin dall'VIII secolo d.C., inclusi i Pascoli imperiali (御料牧場?, Goryō bokujō), scatenando proteste tuttora[2] in corso
- 1968 – Viene dichiarata l'indipendenza della micronazione della Repubblica Esperantista dell'Isola delle Rose
- 1974 – La quindicenne Madonna scappa di casa con una sua amica per andare ad assistere al suo primo concerto: David Bowie alla Cobo Arena di Detroit[3]
- 1976 – Il parlamento canadese abolisce la pena di morte
- 1977 – Esce nelle sale cinematografiche statunitensi Le avventure di Bianca e Bernie, 27º Classico Disney; è il primo film Disney interamente realizzato dalla generazione di animatori assunti dopo la morte di Walt Disney
- 1978 – James Christy scopre il satellite di Plutone poi chiamato Caronte
- 1981 – Mark David Chapman si dichiara colpevole dell'omicidio di John Lennon compiuto il precedente 8 dicembre e viene condannato a una pena non inferiore a 20 anni di carcere
- 1983 – Scompare in circostanze misteriose Emanuela Orlandi
- 1990 – Viene rimosso il Checkpoint Charlie a Berlino; sarà sostituito nel 2000 da una ricostruzione
- 2002 – Un terremoto nell'Iran occidentale di grado 6,5 della scala Richter uccide più di 261 persone
- 2005 – Dieci ex ufficiali e sottufficiali tedeschi vengono condannati all'ergastolo per l'Eccidio di Sant'Anna di Stazzema
- 2009 – Eastman Kodak interrompe la produzione di tutto il suo materiale invertibile, inclusa la pellicola professionale Kodachrome
- 2012 – Paraguay: il Congresso depone per impeachment il presidente Fernando Lugo
- 2025 - Iran: gli Stati Uniti d'America con l'Operazione Martello di Mezzanotte attaccano l'Iran nel contesto della guerra Israele-Iran

## Nati
Ci sono circa 1 120 voci su persone nate il 22 giugno; vedi la pagina Nati il 22 giugno per un elenco descrittivo o la categoria Nati il 22 giugno per un indice alfabetico.

## Morti
Ci sono circa 450 voci su persone morte il 22 giugno; vedi la pagina Morti il 22 giugno per un elenco descrittivo o la categoria Morti il 22 giugno per un indice alfabetico.

## Feste e ricorrenze

### Civili
Nazionali:
- Croazia – Giorno della lotta antifascista
- Stati Uniti – Giornata nazionale del bacio

### Religiose
Cristianesimo:
- Sant'Aronne di Aleth, eremita
- San John Fisher, vescovo e martire
- San Paolino di Nola, vescovo
- San Tommaso Moro, martire
- Sant'Albano d'Inghilterra, martire
- Santi Diecimila martiri armeni
- Sant'Eusebio di Samosata, vescovo
- Sant'Everardo di Salisburgo, abate ed arcivescovo
- San Flavio Clemente, martire
- Santi Giulio e Aronne, martiri
- San Gregorio I di Agrigento, vescovo
- San Niceta di Aquileia, vescovo
- Beata Altrude da Roma, vergine, terziaria francescana
- Beato Innocenzo V, papa

Religione romana antica e moderna:
- Periodo solstiziale, secondo giorno